# Zkumavka

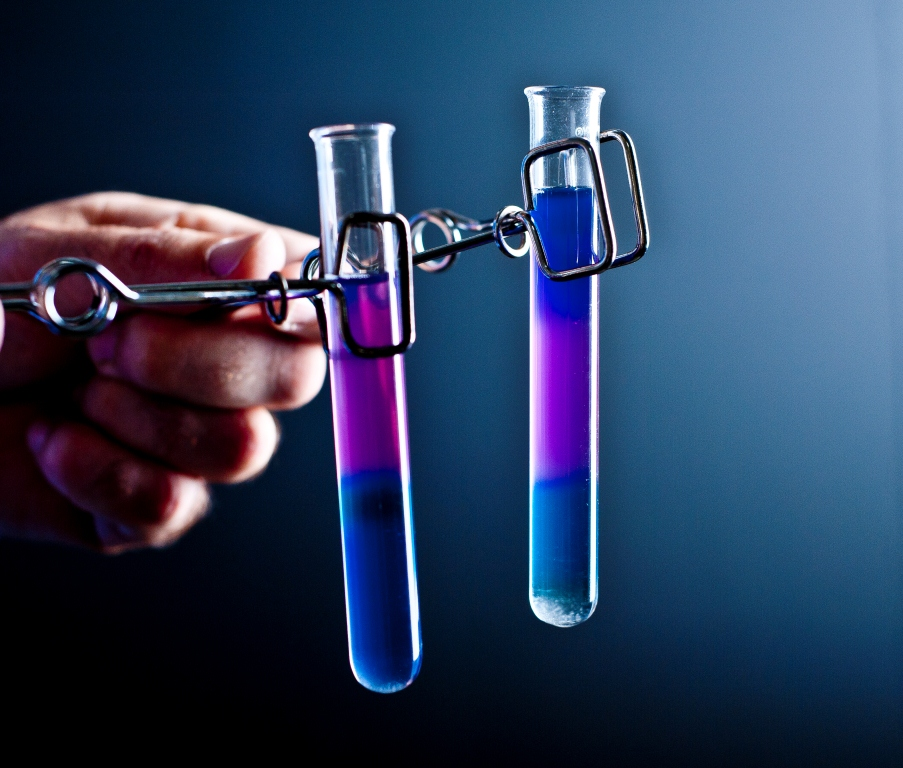
Zkumavky

Zkumavka je častá součást laboratorního vybavení. Jedná se o skleněnou nebo plastovou nádobku v podobě trubice z jedné strany s oblým pevným dnem a ze strany druhé volně otevřené. Tradiční zkumavky jsou obvykle vyrobeny ze skla poměrně dobré kvality.

## Použití zkumavek
Používají se hlavně v kvalitativní analýze; jsou s nimi prováděny chemické reakce v malém měřítku, je možné je aplikovat na jakýkoli druh hmoty, „rychlé“ testy - tj. zkoušky rozpustnosti. Jsou-li opatřeny zátkou, mohou se v nich dočasně uskladňovat chemické nebo biologické vzorky.
Zkumavky ve zdravotnictví se používají pro odběr biologického materiálu (např. venepunkce či odběr moči). Pro tyto účely jsou využívány plastové odběrové nádobky, které jsou označeny různými barvami zátek, přičemž každá barva je určena pro jiný typ vyšetření.

## Materiál
Pro použití ve fyzice a chemii jsou obvykle vyrobeny ze varného skla pro lepší odolnost vůči teplu, žíravým chemikáliím a pro jejich delší životnost; jinak se vyrábějí z plastu. Zkumavky vyrobené z varného borosilikátového skla mohou být umístěny přímo nad plamenem hořáku.